# Desacato al tribunal
El desacato al tribunal, a menudo denominado simplemente «desacato», es el delito de desobediencia o falta de respeto hacia un tribunal de justicia y sus funcionarios en forma de comportamiento que se opone o desafía la autoridad, la justicia y la dignidad del tribunal. Una actitud similar hacia un cuerpo legislativo se denomina desacato al Parlamento o desacato al Congreso. El verbo para "cometer desacato" es condenar (como en "condenar una orden judicial") y una persona culpable de esto es contemnor.
En términos generales, existen dos categorías de desacato: ser irrespetuoso con las autoridades legales en la sala del tribunal o no obedecer intencionalmente una orden judicial. Los procedimientos de desacato se utilizan especialmente para hacer cumplir recursos equitativos, como los mandamientos judiciales. En algunas jurisdicciones, la negativa a responder a una citación, a testificar, a cumplir con las obligaciones de un jurado a proporcionar cierta información puede constituir desacato al tribunal.
Cuando un tribunal decide que una acción constituye desacato al tribunal, puede emitir una orden que, en el contexto de un juicio o audiencia judicial, declare que una persona u organización ha desobedecido o faltado al respeto a la autoridad del tribunal, denominada «declarada» o «retenida». Ese es el poder más fuerte del juez para imponer sanciones por actos que interrumpen el proceso normal de la corte.
Un hallazgo de desacato al tribunal puede resultar de desobedecer una orden legal de un tribunal, mostrar falta de respeto por el juez, interrumpir el procedimiento debido a un mal comportamiento o la publicación de material o la no divulgación de material, que al hacer por lo que se considera probable que ponga en peligro un juicio justo. Un juez puede imponer sanciones como una multa o la cárcel para alguien declarado culpable de desacato al tribunal, lo que hace que el desacato al tribunal sea un delito procesal. Los jueces en los sistemas de derecho consuetudinario suelen tener un poder más amplio para declarar a alguien en desacato que los jueces en los sistemas de derecho civil.